# Charlie Amesbury
 (février 2025).
Le contenu est difficilement compréhensible vu les erreurs de traduction, qui sont peut-être dues à l'utilisation d'un logiciel de traduction automatique.
Pas d'image ? Cliquez ici

a Compétitions nationales et continentales officielles uniquement.

b Matchs officiels uniquement.
Charlie Amesbury (né le 8 avril 1986 à Portsmouth) est un joueur de rugby à XV qui a joué professionnellement en tant qu'aile et arrière pour Bristol dans le Championnat d'Angleterre de rugby à XV de 2e division, et auparavant pour le Harlequin Football Club, Sale Sharks et Newcastle Falcons dans l'Aviva Premiership. Il a également joué pour l'Équipe d'Angleterre de rugby à sept. Amesbury a joué pour l'Université de Cambridge pendant The Varsity Match en 2016 et en 2017, quand il a marqué un essai et a été le capitaine de la victoire sur Oxford.

## Biographie
Amesbury a commencé à jouer au rugby à l'âge de six ans à Petersfield R.F.C. Il a fréquenté le Lord Wandsworth College dès l'âge de 13 ans et à l'âge de 15 ans était d'un assez bon niveau pour représenter les moins de 16 ans. En 2004, Amesbury a joué l'arrière pour la division de Londres et a été sélectionné pour le groupe d'entraînement de l'Angleterre. Toujours en 2004, il a joué pour l'Angleterre des moins de 18 ans et pendant la saison 2004/05 a joué régulièrement pour les Quins dans la Ligue A de Zurich. Il a fait ses débuts au XVe pour Quins au cours de la saison 2005-2006; marquant deux fois dans la victoire 43–3 contre Otley au Stoop. Amesbury faisait partie de l'équipe d'Angleterre Sevens qui a participé à la série mondiale 2006-07 de l'IRB Sevens. Amesbury a fait ses débuts avec Quins contre Leeds au début de la saison 2007-2008. Un joueur de l'académie Quins, il a été récompensé par un premier contrat d'équipe. À la fin de la saison 2008-2009, il a choisi de continuer en raison du manque de temps de jeu à Quins et a signé pour l'équipe de Premiership Newcastle Falcons. Au cours de la saison 2011/12, il a joué à partir de janvier 2012 tout en souffrant d'une appendicite, qui a été opérée pendant la saison estivale. Au cours de la saison 2013-2014, Bristol a signé avec Amesbury de Sale Sharks pour l'aider à faire des promotions pour le reste de la saison. Après avoir perdu en finale des séries éliminatoires contre le Gallois de Londres, il est resté pour le 2014-2015 dans le Championnat d'Angleterre de rugby à XV de 2e division. Il a étudié à l'Université de Kingston et à l'Université de Manchester,.